# Carios capensis
Carios capensis är en fästingart som beskrevs av Neumann 1901. Carios capensis ingår i släktet Carios och familjen mjuka fästingar. Inga underarter finns listade.